# Ingusjier
Ingusjier är en kaukasisk folkgrupp som enligt den sovjetiska folkräkningen 1989 uppgick till 237 438 personer. De talar i huvudsak ingusjiska eller ryska och är till religionen främst sunnimuslimer. De bor främst i Ingusjien i södra Ryssland, men mindre populationer finns även i Turkiet och Kazakstan. Närliggande folkgrupper är tjetjener, bater och kister.